# بلینژ
بلینژ (به لاتین: Bellinge) یک منطقهٔ مسکونی در دانمارک است که در Odense Municipality واقع شده‌است. بلینژ ۲٫۷۳ کیلومتر مربع مساحت و ۴٬۹۱۵ نفر جمعیت دارد.